# 阿拉米達縣
阿拉米達縣（英語：Alameda County）是美国加利福尼亚州下轄的一個縣，其範圍包含大部份俗稱「東灣」的舊金山灣區東部地帶。根據2020年的人口普查，阿拉米達縣共有168萬2353人居住在此，以人口排名是加州第7大縣。奧克蘭（Oakland）為縣政府所在地，也是縣裡人口最多的城市。
阿拉米達縣目前的銷售稅（sales tax）為9.25%。

## 地理

### 建制市镇
| 自治体（市/镇）                    | 成立年份 | 人口（2018） |
| ---------------------------------- | -------- | ------------ |
| 阿拉米达（Alameda）                | 1872     | 78,338       |
| 奧柏尼／奥尔巴尼／雅宾利（Albany） | 1908     | 19,908       |
| 伯克利／柏克萊（Berkeley）         | 1878     | 121,643      |
| 都伯林（Dublin）                   | 1982     | 63,445       |
| 爱莫利维尔（Emeryville）           | 1896     | 12,104       |
| 费利蒙／佛利蒙／菲蒙（Fremont）    | 1956     | 237,807      |
| 海沃德（Hayward）                  | 1876     | 159,620      |
| 利佛摩（Livermore）                | 1876     | 90,269       |
| 纽华克／纽瓦克（Newark）           | 1955     | 48,198       |
| 奥克兰／屋仑（Oakland）            | 1852     | 425,195      |
| 皮蒙特（Piedmont）                 | 1907     | 11,238       |
| 普莱森顿／布利桑顿（Pleasanton）   | 1894     | 82,372       |
| 圣利安卓（San Leandro）            | 1872     | 89,703       |
| 联合市／联合城（Union City）       | 1959     | 74,559       |